# Sergej Ovčarov
Sergej Michajlovič Ovčarov (in russo Серге́й Миха́йлович Овчаро́в?; Rostov sul Don, 29 aprile 1955) è un regista russo.

## Filmografia parziale

### Regista
- Nebyval'ščina (1983)
- Levša (1986)
- Ono (1989)
- Barabaniada (1993)